# 阿兹布鲁克站
阿兹布鲁克站是法国的一个铁路车站，位于法国北部城市阿兹布鲁克。
阿兹布鲁克站是法国北方的一个区域性铁路枢纽，里尔－加来铁路和阿拉斯－敦刻尔克铁路两条电气化复线铁路在此交汇。

## 位置
阿兹布鲁克站位于阿兹布鲁克市区的中部。车站大致呈东西走向，正门开口朝南，北侧亦有停车场并可通过车站西侧的人行天桥前往。

## 设施
阿兹布鲁克站设有人工售票窗口和自动售票机，站内设有人行地下通道。站外西侧设有人行天桥。

## 停靠线路
以下列车线路在阿兹布鲁克站停靠：
| 阿兹布鲁克站列车线路表 |                     |                                |                     |              |
| 线路                   | 车种                | 上一站                         | 下一站              | 大致运行频率 |
| 巴黎—敦刻尔克          | TGV                 | 贝蒂讷                         | 敦刻尔克            | 每天2趟左右  |
| 巴黎—阿兹布鲁克        | TGV                 | 贝蒂讷                         | （终点）            | 每天1趟      |
| 阿拉斯—阿兹布鲁克      | TER Hauts-de-France | 伊斯贝尔格/蒂恩讷              | （终点）            | 每天13趟左右 |
| 阿拉斯—敦刻尔克        | TER Hauts-de-France | 贝蒂讷/伊斯贝尔格              | 敦刻尔克            | 每天1趟      |
| 贝蒂讷/阿兹布鲁克—加来 | TER Hauts-de-France | 斯滕贝克/（起点）              | 埃布林盖姆          | 每天2趟左右  |
| 阿兹布鲁克—敦刻尔克    | TER Hauts-de-France | （起点）                       | 卡塞勒/阿梅克       | 每天2~4趟    |
| 里尔—敦刻尔克          | TER Hauts-de-France | 阿尔芒蒂耶尔/拜约勒/斯特拉泽勒 | 卡塞勒/阿梅克       | 每天7~20趟   |
| 里尔—加来              | TER Hauts-de-France | 阿尔芒蒂耶尔/拜约勒/斯特拉泽勒 | 埃布林盖姆/圣奥梅尔 | 每天11趟左右 |
| 里尔—阿兹布鲁克        | TER Hauts-de-France | 阿尔芒蒂耶尔/拜约勒/斯特拉泽勒 | （终点）            | 每天8趟左右  |
| 1. 2.                  |                     |                                |                     |              |

## 配套交通

### 长途客车
| 停靠阿兹布鲁克站的大巴车 |                              | |
| 上下车地点               | 运营单位                     | 主要目的地 |
| 阿兹布鲁克站门口         | 诺尔省城际客运 Arc en Ciel-1 | 105 阿尔迪福尔 · 沃尔穆 · 圣锡韦斯特卡佩勒 · 沃尔穆 · 敦刻尔克 106 斯滕贝克 · 莫尔贝克 · 利斯河畔艾尔 107 埃克 · 博舍普 · 斯滕福德 112 梅维尔 · 埃斯泰尔 127 翁德盖姆 · 卡塞勒 128 瓦隆卡佩勒 · 斯塔普勒 · 巴万绍夫 · 聚伊佩讷 · 诺尔佩讷 · 比西舍尔 129 塞尔屈 · 兰德 · 布拉兰盖姆 · 勒内斯屈尔 130 梅里 · 旧贝尔坎 · 斯特拉泽勒 · 拜约勒 · 普拉代勒 · 博尔 · 阿兹布鲁克 |
| 阿兹布鲁克站门口         | SNCF                         | 当某条铁路线施工或罢工时，SNCF可能会提供途径该线路沿途站点的大巴车 |
| 1. 2. 3.                 |                              | |

### 城市公共交通
| 阿兹布鲁克站附近的市内公共交通线路 |                  |                                               |
| 公交车站名称                       | 位置             | 停靠线路                                      |
| 邮局                               | 阿兹布鲁克站附近 | PARCOURS NOUVEAU MONDE （市区北部单循环线路） |
| 1.                                 |                  |                                               |

## 临近车站
| 阿兹布鲁克站（Gare d'Hazebrouck） |                      |                      |
| 上行车站                          | 线路                 | 下行车站             |
| 斯特拉泽勒站 6.4km ←              | 里尔－加来铁路       | 埃布林盖姆站 → 9.6km |
| 斯滕贝克站 6.8km ←                | 阿拉斯－敦刻尔克铁路 | 卡塞勒站 → 9.6km     |
| - 本表仅显示运营中的线路及车站    |                      |                      |